# (30883) de Broglie
Pour les articles homonymes, voir Broglie.
(30883) de Broglie est un astéroïde de la ceinture principale.

## Description
(30883) de Broglie est un astéroïde de la ceinture principale. Il fut découvert par Freimut Börngen et Lutz Dieter Schmadel le 24 septembre 1992 à Tautenburg. Il présente une orbite caractérisée par un demi-grand axe de 2,6 UA, une excentricité de 0,168 et une inclinaison de 1,149° par rapport à l'écliptique.
Il fut nommé en hommage au physicien français Louis-Victor de Broglie (1892-1987), prix Nobel de physique en 1929.

## Compléments